# Jacques Feyder
Jacques Feyder (Elsene, 21 juli 1885 – Prangins, 24 mei 1948) was een Belgisch filmregisseur en scenarist.

## Loopbaan
Op 25-jarige leeftijd verhuisde hij naar Parijs, waar hij begon te acteren en regisseren. Hij draaide eerst kortfilms. In 1916 ontmoette hij de actrice Françoise Rosay die zijn vrouw zou worden. Ze speelde mee in het merendeel van zijn films, vanaf de kortfilm Têtes de femmes, femmes de tête (1916) tot Macadam (waarvan hij de artistieke supervisie had, 1946). Zijn eerste belangrijke langspeelfilms waren de epische avonturenfilm L'Atlantide (1921) en het drama Crainquebille (1922). De films waren succesvol en kregen goede kritieken, zodat Feyder een reputatie opbouwde als vernieuwende regisseur in de Franse filmwereld.
In 1929 nam MGM contact op met Feyder om aan de slag te gaan in Hollywood. Hij ging in op het voorstel en draaide er enkele films met onder meer Greta Garbo, Marlene Dietrich en Ramón Novarro. Feyder keerde later terug naar Europa, waar hij onder meer nog de drama's Le Grand Jeu (1934) en Pension Mimosas (1934), en de satire La Kermesse héroïque (1935) regisseerde. Het scenario van deze drie klassiekers schreef hij samen met zijn landgenoot Charles Spaak. Voor La Kermesse héroïque won hij de Grand prix du cinéma français in 1935 en de prijs voor Beste Regie op het Filmfestival van Venetië in 1936. Op het einde van zijn leven nam hij nog het artistiek directeurschap op zich van het donkere drama Macadam van Marcel Blistène.
In 1940 vluchtte Feyder naar Zwitserland. Daar overleed hij acht jaar nadien. Hij werd begraven in het familiegraf op de begraafplaats van Brussel (Evere).

## Filmografie
- 1921: L'Atlantide
- 1922: Crainquebille
- 1923: Das Bildnis
- 1925: Visages d'enfants
- 1926: Gribiche
- 1926: Carmen
- 1928: Thérèse Raquin
- 1929: Les Nouveaux Messieurs
- 1929: The Kiss
- 1930: Le Spectre vert
- 1930: Si l'empereur savait ça
- 1931: Anna Christie
- 1931: Daybreak
- 1931: Son of India
- 1934: Le Grand Jeu
- 1935: Pension Mimosas
- 1935: La Kermesse héroïque
- 1937: Knight Without Armour
- 1938: Les Gens du voyage
- 1939: La Loi du nord
- 1942: Une femme disparaît

- Biblioteca Nacional de España: XX1306220
- Bibliothèque nationale de France: cb12508722g (data)
- CiNii: DA12523108
- Gemeinsame Normdatei: 116485485
- International Standard Name Identifier: 0000 0001 1579 020X
- Library of Congress Control Number: n85208849
- Nationale Bibliotheek van Tsjechië: jn20000700526
- Nationale Bibliotheek van Israël: 987007448858905171
- Nationale Bibliotheek van Polen: a0000001931326
- Nederlandse Thesaurus van Auteursnamen: 071208364
- SNAC: w6mf317k
- Système universitaire de documentation: 03432058X
- Virtual International Authority File: 100242928
- WorldCat: E39PBJhXcwRyV7vjFRqQqdbmVC

L'Atlantide (1921) · Crainquebille (1922) · Das Bildnis (1923) · Visages d'enfants (1925) · Gribiche (1926) · Carmen (1926) · Thérèse Raquin (1928) · Les Nouveaux Messieurs (1929) · The Kiss (1929) · Si l'empereur savait ça (1930) · Le Spectre vert (1930) · Anna Christie (1931) · Daybreak (1931) · Son of India (1931) · Le Grand Jeu (1934) · Pension Mimosas (1935) · La Kermesse héroïque (1935) · Knight Without Armour (1937) · Les Gens du voyage (1938) · La Loi du nord (1939) · Une femme disparaît (1942)